# شوتا شيمورا
شوتا شيمورا (باليابانية: 志村 駿太) (26 أبريل 1997 في غونما في اليابان – )؛ هو لاعب كرة قدم ياباني سابق كان يلعب كلاعب وسط.

## وصلات خارجية
- شوتا شيمورا على موقع رابطة كرة القدم اليابانية للمحترفين (اليابانية)
- شوتا شيمورا على موقع قاعدة بيانات كرة القدم.إي يو (الإنجليزية)
- شوتا شيمورا على موقع Soccerway.com (الإنجليزية)